# Université Lehigh
L'université Lehigh (Lehigh University), ou plus simplement Lehigh, est une université privée américaine située à Bethlehem en Pennsylvanie. Elle a été fondée en 1865 par Asa Packer comme un institut d’enseignement technique et est devenue plus tard une université comprenant quatre facultés (colleges) différentes. Le corps enseignant est constitué de 600 professeurs, 4 600 étudiants undergraduate et 2 000 étudiants graduate.
L’université comprend aujourd’hui quatre facultés différentes : le P.C. Rossin College of Engineering, le College of Arts and Sciences, le College of Business and Economics (qui est classé comme une des meilleures écoles de commerce aux États-Unis) et le College of Education (qui n’offre des cours qu'aux étudiants graduate).  Le College of Arts and Sciences est l’école la plus grande de l’université.  Les étudiants de Lehigh passent une variété de diplômes, y compris les baccalauréats, les maîtrises en sciences, les Master of Business Administration, et les doctorats. En 2009, le U.S. News and World Report a classé Lehigh comme la 35e meilleure université des États-Unis.

## Campus
Lehigh comprend trois campus (dont la liste est la suivante) contigus qui couvrent plus de 6,475 km2 et compte 150 bâtiments répartis sur plus de 371 km2 :
- Asa Packer Campus, le campus principal de Lehigh ;
- Mountaintop Campus, qui comprend un terrain de sport et Iacocca Hall ; et
- Murray H. Goodman Campus, qui comprend un stade de 16 000 places et autres infrastructures sportives.

Lehigh se trouve sur le flanc d’une montagne (South Mountain).

## Facultés
L'effectif moyen d’une classe à Lehigh se situe entre 25 et 30 étudiants ; plus de 80 % des classes ont un effectif de moins que 30 étudiants. Il y a 9 étudiants pour chaque enseignant.
En 2009, US News & World Report a classé Lehigh comme une des universités les plus sélectives, et comme la 35e meilleure université pour les doctorats.

### P.C. Rossin College of Engineering and Applied Science
Un diplômé de cette faculté d’ingénierie a inventé l’escalier mécanique[réf. souhaitée] et un autre a fondé Packard Motor Car Company. De plus, des étudiants de cette faculté ont été choisis pour aider à l’analyse des débris de l’accident de la navette spatiale Columbia.

### College of Business and Economics
En 2008, BusinessWeek a classé l’école de commerce de Lehigh comme la 25e meilleure école de commerce des États-Unis.  La faculté de comptabilité a été classée comme la meilleure des États-Unis, la faculté de finance comme la 18e meilleure, et le programme MBA à temps partiel comme le 5e meilleur.

## Personnalités liées à l'université

### Étudiants
- Stacey Cunningham, banquière
- Cathy Engelbert, commissaire de la WNBA
- Lee Iacocca, homme d'affaires
- Jeanne Clery, étudiante violée et assassinée en 1986, qui a donné son nom à une loi fédérale pour réguler la criminalité sur les campus universitaires : le Clery Act.

### Sportifs
- C.J. McCollum, joueur de NBA